# HSBC Bank Argentina
HSBC Bank Argentina S.A fue un banco comercial y de servicios financieros argentino subsidiaria de HSBC. Fue el séptimo banco en importancia de la Argentina, proveia una amplia gama de servicios financieros y desempeño las funciones de banco corporativo y minorista.
Durante la madrugada del 9 de abril de 2024, HSBC anunció la venta de HSBC Argentina por US$ 550 millones al Grupo Financiero Galicia. Esta operación incluye la venta de todos los negocios que HSBC posee en Argentina, que incluye el banco, HSBC Asset Management y su compañía de seguros. Aunque la venta está cerrada, se estima que los cambios de marcas y sucursales llevarán 12 meses. El 12 de septiembre de 2024, el Banco Central de la República Argentina aprobó la operación.
Cómo resultado, el día 6 de diciembre de 2024 a las 19:00 hs, HSBC Argentina se desconecto de la red global de Grupo HSBC y cambio progresivamente a la marca Galicia Más de manera oficial dejando de existir en Argentina tras 32 años de operaciones ininterrumpidas en el país.

## Historia
En 1992 el grupo HSBC compró el Banco Midland. A través de esta compra, adquirió participación en el Banco Roberts, una antigua subsidiaria del Banco Anglo Sudamericano en la Argentina. En 1997 adquiere las acciones restante del Grupo Roberts, al que renombra HSBC Argentina Holdings SA. 

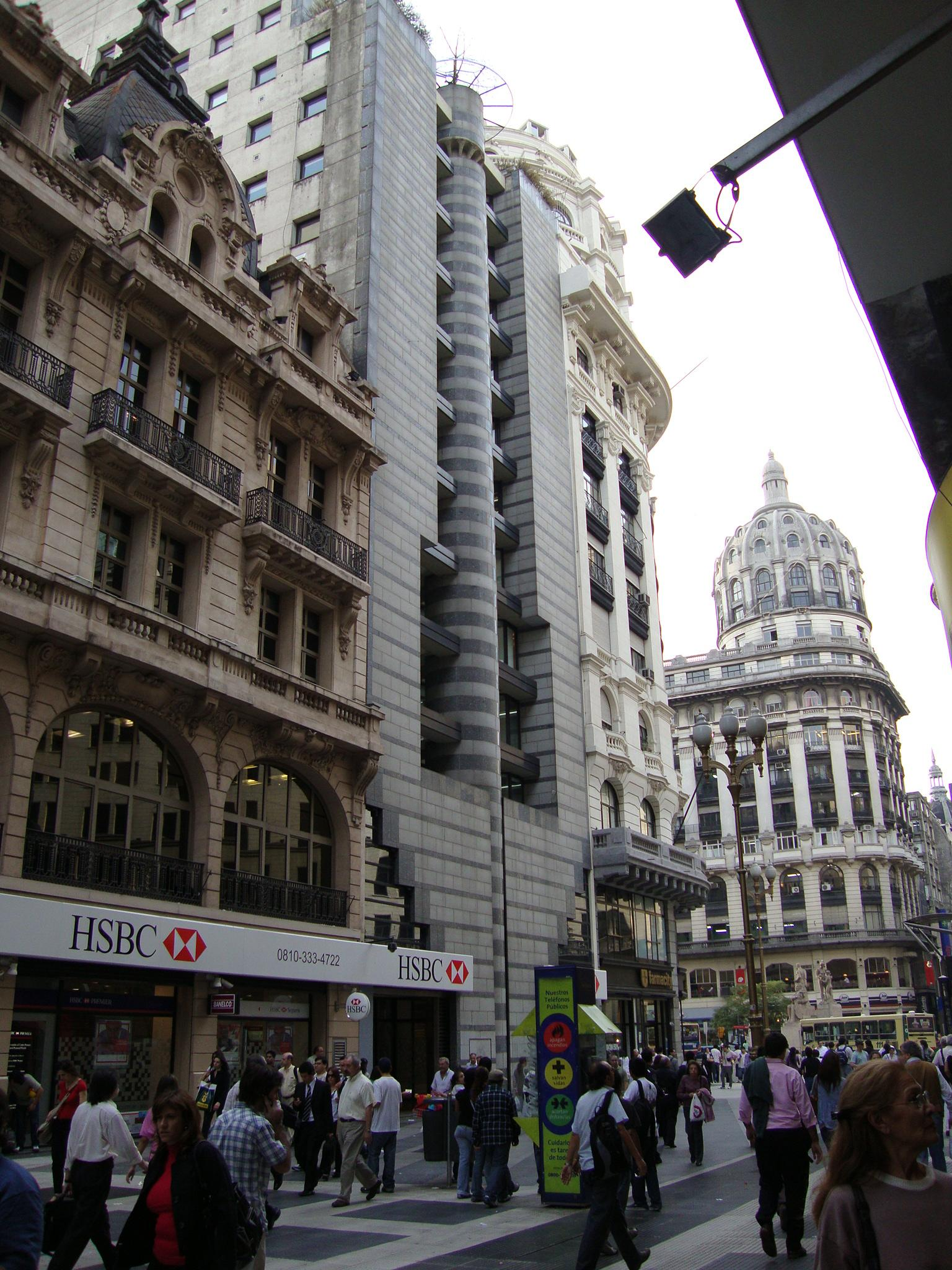
Antigua oficina central del BNL, hoy una rama de HSBC

En 2006, HSBC se quedó con las operaciones bancarias en la Argentina de la Banca Nazionale del Lavoro S.A. (BNL), a cambio de US$ 155 millones. BNL había comenzado a operar en la Argentina hacia 1960 y en el momento de la venta contaba con 91 sucursales en 18 provincias, 700.000 clientes particulares y 26.700 clientes comerciales. HSBC rebautizó las operaciones del BNL con el lema "BNL en Argentina es HSBC", y por dos años, mantuvo una referencia al BNL, principalmente para la comunidad de 70.000 ítalo-argentinos que recibían pensiones desde Italia.
En 2009 las oficinas centrales del grupo se mudaron a la histórica sede central del Banco Popular Argentino, en la Calle Florida. Es un edificio plateresco diseñado por Antonio y Carlos Vilar. Completado en 1931, había pasado a propiedad del Banco Roberts, más adelante HSBC Argentina, con la compra de éste del Banco Popular.  

### Incidente del 20 de diciembre de 2001
Durante la conflictiva y trágica Jornada del 20 de diciembre de 2001, el personal de seguridad del HSBC abrió fuego desde la sede central del Banco, por entonces en la Avenida de Mayo, contra civiles que marchaban hacia la Plaza de Mayo en protesta contra el entonces presidente Fernando de la Rúa. Gustavo Ariel Benedetto fue asesinado por un balazo de 9 mm en la cabeza. Quedó demostrado por grabaciones de la cámara de seguridad del edificio que el personal de seguridad abrió fuego sin haber estado en peligro puesto que los manifestantes no pudieron ingresar a la sede. Por añadidura, la portación de armas letales en lugares públicos por parte de personal de seguridad privada estaba prohibida en Buenos Aires. [cita requerida]

## Venta de HSBC Argentina en 2024
El 9 de abril de 2024, HSBC informó que vendió su negocio en Argentina por 550 millones de dólares a Grupo Financiero Galicia y Banco Galicia. Esto convirtió a Galicia en la principal institución financiera privada del país y la segunda más grande por tamaño detrás del Banco Nación.
La operación incluyo la venta de todos los negocios de HSBC Argentina, incluyendo el Banco, Asset Management y su compañía de seguros, además de 100 millones de dólares en deuda subordinada emitida por HSBC Bank Argentina.
HSBC estimo que se asumiría un impacto negativo antes de impuestos de 1.000 millones de dólares (922 millones de euros) tras la reclasificación del negocio como mantenido para la venta en el primer trimestre de 2024.

### Etapa final de la adquisición
El 26 de noviembre de 2024, HSBC Argentina informó a través de su sitio web que la etapa final de la adquisición y el cambio de marca comercial estaba prevista para el 6 de diciembre de 2024, día en el que HSBC dejaría de existir en Argentina oficialmente.
El siguiente mensaje fue exhibido a las personas que visitaban el sitio web del banco:

"Queremos informarles que el cierre de la venta de HSBC Argentina a Grupo Financiero Galicia y Banco Galicia se espera que se complete el 6 de diciembre de 2024. A partir de ese momento, Grupo Financiero Galicia y Banco Galicia adquirirán la propiedad de HSBC Argentina, que tendrá el nombre provisorio de Galicia Más, y que operará en forma separada de Banco Galicia hasta la integración de Banco Galicia y Galicia Más, lo que se espera para 2025."

## Sucursales
A continuación se presenta una lista de la cantidad de sucursales de la que disponía HSBC Argentina hasta su venta en 2024:
| Orden | Provincia                       | Cantidad |
| ----- | ------------------------------- | -------- |
| 1     | Ciudad Autónoma de Buenos Aires | 29       |
| 2     | Provincia de Buenos Aires       | 28       |
| 3     | Santa Fe                        | 4        |
| 4     | Córdoba                         | 6        |
| 5     | Corrientes                      | 1        |
| 6     | Chaco                           | 1        |
| 7     | Chubut                          | 2        |
| 8     | Entre Rios                      | 1        |
| 9     | Jujuy                           | 1        |
| 10    | Mendoza                         | 5        |
| 11    | Misiones                        | 1        |
| 12    | Neuquén                         | 2        |
| 13    | Río Negro                       | 3        |
| 14    | Salta                           | 1        |
| 15    | San Juan                        | 1        |
| 16    | Santa Cruz                      | 2        |
| 17    | Tucumán                         | 3        |
| 18    | Tierra del Fuego                | 2        |

## Operaciones
HSBC Latín America Holdings fue una de las organizaciones financieras más grandes en la Argentina. Estuvo conformado por HSBC Bank Argentina, HSBC MAXIMA AFJP, HSBC La Buenos Aires and HSBC New York Life. A principios de 2016, la red de distribución de productos y servicios de este grupo incluyó 139 sucursales en todo el país, además de la administración de fondos de inversión y de pensión. En total, mantuvo depósitos estimados en US$3 billion, y una cartera de préstamos de casi US$2.000 millones (alrededor de un 4% del mercado nacional).